# 토마스와 친구들: 그레이트 레이스
《토마스와 친구들: 그레이트 레이스》(영어: Thomas & Friends: The Great Race)는 2016년 영국의 애니메이션 영화이다.